# Новоигинский
Новоигинский — посёлок в составе Медведковского сельского поселения Болховского района Орловской области. Население — 1 человек (2010), на 2018 гг. — 4 жителя.

## География
Посёлок расположен в центральной части Среднерусской возвышенности в лесостепной зоне, на севере Орловской области возле административной границы с Ульяновским районом Калужском области. Уличная сеть состоит из одного географического объекта: ул. Подлесная.
Абсолютная высота — 223 метра над уровнем моря.
Географическое положение
в 7 км. — административный центр поселения посёлокВязовая, в 27 км — административный центр района город Болхов
Климат
близок к умеренно-холодному, количество осадков является значительным, с осадками в засушливый месяц. Среднегодовая норма осадков — 627 мм. Среднегодовая температура воздуха в Болховском районе — 5,1 °C.

## Население
| 2010 |
| ---- |
| 1    |

На 2017—2018 гг., по данным администрации Медведковского сельского поселения, в 3 дворах 4 жителя, все свыше
60 лет.
Национальный состав
Согласно результатам переписи 2002 года, в национальной структуре населения
русские составляли 100 % от общей численности населения в 8 жителей

## Инфраструктура
Было развито сельское хозяйство, лесное хозяйство.

## Транспорт
Просёлочные дороги.